# Pelidnota aeruginosa
Pelidnota aeruginosa är en skalbaggsart som beskrevs av Carl von Linné 1758. Pelidnota aeruginosa ingår i släktet Pelidnota och familjen Rutelidae. Inga underarter finns listade i Catalogue of Life.